# Kroatiska pensionärspartiet
Kroatiska pensionärspartiet (kroatiska: Hrvatska stranka umirovljenika, förkortat HSU) är ett politiskt parti och enfrågeparti i Kroatien som värnar om pensionärernas intressen. Partiet har tre mandat (2011) i det kroatiska parlamentet Sabor och partiordförande heter Silvano Hrelja.